# Dubia
Dubia ( лат. «сумнівне») — твори, ймовірно приписувані тому чи іншому автору. У зібраннях творів зазвичай є розділ «Dubia» або «Твори, приписувані такому-то», куди включаються тексти, для  атрибуції яких є деякі підстави, але немає повної впевненості (автографа, авторитетних свідчень). Якщо твір раніше неодноразово приписувався даному автору, але, як нині точно встановлено, йому не належить — або ймовірність його авторства дуже мала — то такий текст в зібрання творів зазвичай не включається зовсім (подібні твори можуть бути перераховані, для застереження читачеві, в спеціальному списку).
Приклади dubia, приписують  О. С. Пушкіну: вірші «Вишня», «Графині Орловій-Чесменській», «На Аракчеєва», деякі статті з «Літературної газети».
Назву «Dubia» (у річищі постмодерністської літературної гри з філологічними термінами) носить збірник віршів  Максима Амеліна.
Видове визначення «nomen dubium» («сумнівний») широко використовується в  біологічній номенклатурі.